# 新宮中継局
新宮中継局（しんぐうちゅうけいきょく）は、和歌山県新宮市にある地上デジタル・アナログテレビとFM・AMラジオの中継局である。

## 中継局概要

### デジタルテレビ
| リモコン キーID | 放送局名           | 物理 チャンネル | 物理 チャンネル | 空中線電力 | ERP  | 放送対象 地域 | 放送区域 内世帯数 | 偏波面   |
| --------------- | ------------------ | --------------- | --------------- | ---------- | ---- | ------------- | ----------------- | -------- |
| リモコン キーID | 放送局名           | リパック 前のch | リパック 後のch | 空中線電力 | ERP  | 放送対象 地域 | 放送区域 内世帯数 | 偏波面   |
| 1               | NHK 和歌山総合     | 23ch            | 44ch            | 10W        | 175W | 和歌山県      | 約21,900世帯      | 水平偏波 |
| 2               | NHK 大阪教育       | 13ch            | 46ch            | 10W        | 175W | 全国          | 約21,900世帯      | 水平偏波 |
| 4               | MBS 毎日放送       | 16ch            | 16ch            | 10W        | 200W | 近畿広域圏    | 約21,900世帯      | 水平偏波 |
| 5               | WTV テレビ和歌山   | 20ch            | 34ch            | 10W        | 200W | 和歌山県      | 約21,900世帯      | 水平偏波 |
| 6               | ABC 朝日放送       | 15ch            | 38ch            | 10W        | 200W | 近畿広域圏    | 約21,900世帯      | 水平偏波 |
| 8               | KTV 関西テレビ放送 | 17ch            | 42ch            | 10W        | 200W | 近畿広域圏    | 約21,900世帯      | 水平偏波 |
| 10              | ytv 讀賣テレビ放送 | 14ch            | 14ch            | 10W        | 200W | 近畿広域圏    | 約21,900世帯      | 水平偏波 |

- MBSとytv以外は2012年5月7日～7月31日の間でチャンネルが変更された[1]。このうち、NHK（総合・教育）・WTV・ABCはそれぞれ同局のアナログ放送で使用されていたチャンネルがそのまま引き継がれることになり、KTVはytvのアナログ放送で使用されていたチャンネルが割り当てられた。これは以下のダクト現象により同一チャンネルで混信が発生したため、周波数変更となったものである（串本中継局も同様）。
- NHK和歌山総合 - 静岡朝日テレビ浜松中継局
- NHK大阪教育 - NHK静岡教育浜松中継局
- WTV - NHK静岡総合浜松中継局
- ABC - 東海テレビ放送（愛知県・豊橋中継局か三重県・尾鷲中継局のどちらか）
- KTV - 中京テレビ放送（同上）

### アナログテレビ
2011年7月24日をもって放送終了、廃局
| チャンネル | 放送局名           | 空中線電力        | ERP                  | 放送対象 地域 | 放送区域 内世帯数 | 偏波面   |
| ---------- | ------------------ | ----------------- | -------------------- | ------------- | ----------------- | -------- |
| 34ch       | WTV テレビ和歌山   | 映像100W/ 音声25W | 映像1.55kW/ 音声390W | 和歌山県      | 約-世帯           | 水平偏波 |
| 36ch       | MBS 毎日放送       | 映像100W/ 音声25W | 映像1.55kW/ 音声390W | 近畿広域圏    | 約-世帯           | 水平偏波 |
| 38ch       | ABC 朝日放送テレビ | 映像100W/ 音声25W | 映像1.55kW/ 音声390W | 近畿広域圏    | 約-世帯           | 水平偏波 |
| 40ch       | KTV 関西テレビ放送 | 映像100W/ 音声25W | 映像1.55kW/ 音声390W | 近畿広域圏    | 約-世帯           | 水平偏波 |
| 42ch       | ytv 讀賣テレビ放送 | 映像100W/ 音声25W | 映像1.55kW/ 音声390W | 近畿広域圏    | 約-世帯           | 水平偏波 |
| 44ch       | NHK 和歌山総合     | 映像100W/ 音声25W | 映像1.8kW/ 音声450W  | 和歌山県      | 約-世帯           | 水平偏波 |
| 46ch       | NHK 大阪教育       | 映像100W/ 音声25W | 映像1.8kW/ 音声450W  | 全国          | 約-世帯           | 水平偏波 |

### FMラジオ
| 周波数 （MHz） | 放送局名       | 空中線電力 | ERP  | 放送対象 地域 | 放送区域 内世帯数 | 偏波面   |
| -------------- | -------------- | ---------- | ---- | ------------- | ----------------- | -------- |
| 83.8           | NHK 和歌山FM   | 100W       | 360W | 和歌山県      | 不明              | 水平偏波 |
| 92.7           | NHK 大阪第1    | 100W       | 360W | 近畿広域圏    | 不明              | -        |
| 94.2           | wbs 和歌山放送 | 50W        | 240W | 和歌山県      | 不明              | -        |

### AMラジオ
| 周波数 （kHz） | 放送局名       | コールサイン | 空中線電力 | 放送対象 地域 | 放送区域 内世帯数 |
| -------------- | -------------- | ------------ | ---------- | ------------- | ----------------- |
| 1026           | NHK 大阪第1    | なし         | 100W       | 近畿広域圏    | 約-世帯           |
| 1359           | NHK 大阪第2    | なし         | 100W       | 全国          | 約-世帯           |
| 1557           | WBS 和歌山放送 | JOVN         | 100W       | 和歌山県      | 約-世帯           |

## 所在地

### デジタル・アナログテレビ、FMラジオ
- 新宮市三輪崎字西高森 「高森山」

### AMラジオ
- NHK：新宮市王子町1丁目7 「新宮市立王子小学校」東
- WBS：新宮市王子町2丁目1-13 「王子神社」北

## 放送エリア
- 新宮市、東牟婁郡那智勝浦町、太地町、三重県南牟婁郡紀宝町の各一部[4]

## 歴史
下記に記載のない局の開局時期は不明。

### デジタルテレビ
- 2009年7月30日 - 予備免許交付[5]
- 2009年8月3日 - 試験放送開始（NHK〈和歌山総合・大阪教育〉）
- 2009年8月10日 - 試験放送開始（毎日放送・朝日放送・関西テレビ・読売テレビ・テレビ和歌山）
- 2009年8月24日 - 免許交付
- 2009年9月1日 - 放送開始

### アナログテレビ
- 1969年4月26日 - 在阪広域4局・新宮中継局開局。
- 1974年4月1日 - WTVテレビ和歌山・新宮中継局開局。
- 2011年7月24日 - アナログ放送終了に伴い、廃局。

### AMラジオ
- 1942年10月3日 - 社団法人日本放送協会・大阪中央放送局（現・日本放送協会大阪放送局）新宮臨時放送所・第1放送（コールサイン：JOBK6・出力：50W）が開局。
- 1948年7月1日 - 新宮臨時放送所が正式な放送所（新宮ラジオ中継放送所）に昇格し、第1放送のコールサインが「JOBQ」に変更。
- 1953年4月1日 - NHK新宮ラジオ中継放送所・第2放送（コールサイン：JOBY・出力：100W）が開局。
- 1959年4月1日 - WBS和歌山放送・新宮放送局（コールサイン：JOVN・出力：100W）が開局。
- 1978年11月23日 - AMラジオ放送の周波数が、10kHz間隔から9kHz間隔に変更された。当中継局の各放送局の周波数も、現在の周波数に変更された。

## その他

### デジタルテレビ
- 三重県紀宝町・和歌山県新宮市で三重県のテレビ放送と和歌山県のテレビ放送を受信する場合、NHK津総合（3）・三重テレビ（7）・関西テレビ（8）・讀賣テレビ（10）を除く各局では3桁チャンネル番号に枝番が付けられる。